# Canton de Questembert
Le canton de Questembert est une circonscription électorale française située dans le département du Morbihan et la région Bretagne.
À la suite du redécoupage cantonal de 2014, les limites territoriales du canton sont remaniées. Le nombre de communes du canton passe de 8 à 16.

## Histoire
- De 1833 à 1848, les cantons de Questembert et de Rochefort avaient le même conseiller général. Le nombre de conseillers généraux était limité à 30 par département[5].

- Un nouveau découpage territorial du Morbihan entre en vigueur à l'occasion des élections départementales de 2015. Il est défini par le décret du 21 février 2014[4], en application des lois du 17 mai 2013 (loi organique 2013-402 et loi 2013-403)[6]. Les conseillers départementaux sont, à compter de ces élections, élus au scrutin majoritaire binominal mixte. Les électeurs de chaque canton élisent au Conseil départemental, nouvelle appellation du Conseil général, deux membres de sexe différent, qui se présentent en binôme de candidats. Les conseillers départementaux sont élus pour 6 ans au scrutin binominal majoritaire à deux tours, l'accès au second tour nécessitant 12,5 % des inscrits au 1er tour. En outre la totalité des conseillers départementaux est renouvelée. Ce nouveau mode de scrutin nécessite un redécoupage des cantons dont le nombre est divisé par deux avec arrondi à l'unité impaire supérieure si ce nombre n'est pas entier impair, assorti de conditions de seuils minimaux[7]. Dans le Morbihan, le nombre de cantons passe ainsi de 42 à 21.

- Le nouveau canton de Questembert est formé de communes issues des anciens cantons de Questembert (6 communes sur 8), d'Elven (4 sur 7) et de Rochefort-en-Terre (6 sur 8). Toutes ces communes relèvent de l'arrondissement de Vannes. Le bureau centralisateur est situé à Questembert.

## Représentation

### Conseillers d'arrondissement (1833 à 1940)
| Période                                  | Période             | Identité                                                | Étiquette    | Qualité |
| ---------------------------------------- | ------------------- | ------------------------------------------------------- | ------------ | --- |
| 1833                                     | 1836                | Jean Louis Le Maguer (1772-1857)                        |              | Ancien maire de Berric                                                                                      |
| 1836                                     | 1842                | Jacques Aimé Hyacinthe Le Mauff de Kerdudal (1786-1849) |              | Contrôleur des douanes en retraite, propriétaire à Péaule                                                   |
| 1842                                     | 1848                | Pierre Duplessis de Grénédan (1806-1864)                |              | Propriétaire à Péaule                                                                                       |
|                                          |                     |                                                         |              | |
|                                          | 7 juin 1873 (décès) | Guillaume-Marie Le Guennan (1813-1873)                  |              | Propriétaire cultivateur, maire de Berric (1848-1871)                                                       |
| 1873                                     |                     | Guillaume Jouannic                                      |              | |
|                                          |                     |                                                         |              | |
| 1895                                     | 1901                | Octave Roger de Sivry                                   | Conservateur | Propriétaire à Pleucadeuc                                                                                   |
| 1901                                     | 1928                | Jean Marie Rouxel                                       | Conservateur | Cultivateur au Resto, adjoint au maire de Questembert                                                       |
| 1928                                     | 1940                | Julien Marie Le Jallé                                   | PDP          | Maire de Larré                                                                                              |
| 1940                                     |                     |                                                         |              | Les conseils d'arrondissement ont été suspendus par la loi du 12 octobre 1940 et n'ont jamais été réactivés |
| Les données manquantes sont à compléter. |                     |                                                         |              | |

### Conseillers généraux
| Période          | Période          | Identité                                                        | Étiquette          | Qualité |
| ---------------- | ---------------- | --------------------------------------------------------------- | ------------------ | --- |
| 1833             | 1844             | Pierre Gautier                                                  |                    | Maire de Questembert |
| 1844             | 1845             | Joseph Ollivier Guillaume (1800-1868)                           | Conservateur       | Officier de santé, médecin, maire de Questembert (1835-1848) |
| 1845             | 1848             | Paul Vincent Audren de Kerdrel (souvent écrit de Kdrel)         | Droite légitimiste | Officier de cavalerie - Propriétaire Maire de Saint-Gravé (1848-1850 et 1875-1889) Président de la Chambre de commerce et d'industrie du Morbihan Député (1849-1851) |
| 1848             | 1854 (décès)     | Julien Guennégot                                                |                    | Capitaine retraité, maire de Questembert |
| 1854             | 1863 (décès)     | Jean Louis Eude                                                 |                    | Conseiller honoraire à la Cour Impériale de Rennes |
| 1863             | 1871             | Emile Charles Marie Guillaume (1841-1874)-(fils de J.Guillaume) |                    | Médecin, maire de Questembert |
| 1871             | 1901             | René Le Franc                                                   | Droite             | Maire de Questembert |
| 1901             | 1910 (démission) | Octave Roger de Sivry                                           | Conservateur       | Propriétaire à Pleucadeuc, conseiller d'arrondissement |
| 1910             | 1913 (décès)     | Hippolyte Guillemin                                             | Libéral            | Officier supérieur en retraite Maire de Questembert |
| 1913             | 1940             | Georges de Chabannes                                            | Conservateur       | Propriétaire Maire de Pleucadeuc (1937-1945) Nommé conseiller départemental en 1943                                                                                  |
|                  |                  |                                                                 |                    | |
| 1945             | 1951             | Jean Pabois                                                     | DVD-RPF            | Marchand de vin à Questembert |
| 1951             | 1965 (décès)     | Armand Le Courtois                                              | Rad. puis DVD      | Quincaillier à Questembert |
| 20 décembre 1965 | 1973             | Aignan Le Guellan                                               | RI                 | |
| 1973             | 2004             | Joseph Briend                                                   | DVD puis UDF       | Directeur d'abattoir Maire de Pleucadeuc (1971-2008) |
| 2004             | 2014 (démission) | Michel Burban                                                   | DVD                | Direction générale de sociétés Conseiller municipal de Questembert (2001-2011)                                                                                       |
| 2014             | 2015             | Yvette Louer                                                    | DVD                | Chef d'entreprise retraitée Maire-adjointe de Péaule |

### Conseillers départementaux depuis 2015
| Période élective | Période élective | Mandat | Mandat   | Identité            | Nuance | Nuance | Qualité |
| ---------------- | ---------------- | ------ | -------- | ------------------- | ------ | ------ | --- |
| 2015             | 2021             | 2015   | 2021     | Gérard Gicquel      |        | DVD    | Responsable centre de travaux Maire d'Elven (depuis 2014)                                                          |
| 2015             | 2021             | 2015   | 2021     | Marie-Annick Martin |        | DVD    | Retraitée Maire de Questembert (2014-2020) 5e Vice-présidente de la commission permanente du Conseil départemental |
| 2021             | 2028             | 2021   | en cours | Marie Le Boterff    |        | DVG    | Infirmière à l'EPSM de Saint-Avé, Elven                                                                            |
| 2021             | 2028             | 2021   | en cours | Boris Lemaire       |        | DVG    | Cadre Yves Rocher Maire de Questembert (depuis 2020)                                                               |

### Résultats détaillés

#### Élections de mars 2015
À l'issue du 1er tour des élections départementales de 2015, deux binômes sont en ballottage : Gérard Gicquel et Marie-Annick Martin (Union de la Droite, 33,51 %) et Monique Danion et Patrice Le Penhuizic (Union de la Gauche, 29,65 %). Le taux de participation est de 53,19 % (12 871 votants sur 24 197 inscrits) contre 52,56 % au niveau départemental et 50,17 % au niveau national.
Au second tour, Gérard Gicquel et Marie-Annick Martin (Union de la Droite) sont élus avec 54,52 % des suffrages exprimés et un taux de participation de 51,25 % (6 198 voix pour 12 399 votants et 24 195 inscrits).

#### Élections de juin 2021
Le premier tour des élections départementales de 2021 est marqué par un très faible taux de participation (33,26 % au niveau national). Dans le canton de Questembert, ce taux de participation est de 35,06 % (9 376 votants sur 26 744 inscrits) contre 34,81 % au niveau départemental. À l'issue de ce premier tour, deux binômes sont en ballottage : Marie Le Boterff et Boris Lemaire (DVG, 49,6 %) et Marie Claude Costa Ribeiro Gomes et Gérard Gicquel (DVD, 33,19 %).
Le second tour des élections est marqué une nouvelle fois par une abstention massive équivalente au premier tour. Les taux de participation sont de 34,36 % au niveau national, 36 % dans le département et 36,89 % dans le canton de Questembert. Marie Le Boterff et Boris Lemaire (DVG) sont élus avec 58,1 % des suffrages exprimés (5 385 voix pour 9 870 votants et 26 754 inscrits),,. 

## Composition

### Composition avant 2015

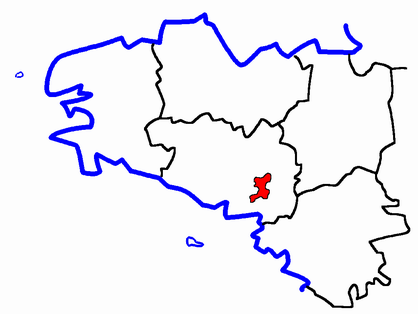
Situation du canton de Questembert dans le département du Morbihan avant 2015.

Avant 2015, le canton de Questembert regroupait huit communes.
| Nom                     | Code Insee | Codepostal | Superficie (km2) | Population (dernière pop. légale) | Densité (hab./km2) |
| ----------------------- | ---------- | ---------- | ---------------- | --------------------------------- | ------------------ |
| Questembert (chef-lieu) | 56184      | 56230      | 66,38            | 7 449 (2012)                      | 112                |
| Berric                  | 56015      | 56230      | 21,45            | 1 642 (2012)                      | 77                 |
| Le Cours                | 56045      | 56230      | 15,63            | 605 (2012)                        | 39                 |
| Larré                   | 56108      | 56230      | 17,02            | 969 (2012)                        | 57                 |
| Lauzach                 | 56109      | 56190      | 10,76            | 996 (2012)                        | 93                 |
| Molac                   | 56135      | 56230      | 28,40            | 1 438 (2012)                      | 51                 |
| Péaule                  | 56153      | 56130      | 39,25            | 2 503 (2012)                      | 64                 |
| Pleucadeuc              | 56159      | 56140      | 34,56            | 1 754 (2012)                      | 51                 |

### Composition depuis 2015
Le canton de Questembert regroupe désormais seize communes entières.
| Nom                                 | Code Insee | Intercommunalité                            | Superficie (km2) | Population (dernière pop. légale) | Densité (hab./km2) | Modifier                                    |
| ----------------------------------- | ---------- | ------------------------------------------- | ---------------- | --------------------------------- | ------------------ | ------------------------------------------- |
| Questembert (bureau centralisateur) | 56184      | CC Questembert Communauté                   | 66,38            | 8 081 (2022)                      | 122                | modifier les données · modifier les données |
| Berric                              | 56015      | CC Questembert Communauté                   | 21,45            | 2 119 (2022)                      | 99                 | modifier les données · modifier les données |
| Caden                               | 56028      | CC Questembert Communauté                   | 38,10            | 1 570 (2022)                      | 41                 | modifier les données · modifier les données |
| Le Cours                            | 56045      | CC Questembert Communauté                   | 15,63            | 673 (2022)                        | 43                 | modifier les données · modifier les données |
| Elven                               | 56053      | CA Golfe du Morbihan - Vannes Agglomération | 64,05            | 6 543 (2022)                      | 102                | modifier les données · modifier les données |
| Larré                               | 56108      | CC Questembert Communauté                   | 17,02            | 1 102 (2022)                      | 65                 | modifier les données · modifier les données |
| Lauzach                             | 56109      | CC Questembert Communauté                   | 10,76            | 1 237 (2022)                      | 115                | modifier les données · modifier les données |
| Limerzel                            | 56111      | CC Questembert Communauté                   | 25,15            | 1 306 (2022)                      | 52                 | modifier les données · modifier les données |
| Malansac                            | 56123      | CC Questembert Communauté                   | 36,18            | 2 292 (2022)                      | 63                 | modifier les données · modifier les données |
| Molac                               | 56135      | CC Questembert Communauté                   | 28,40            | 1 636 (2022)                      | 58                 | modifier les données · modifier les données |
| Pluherlin                           | 56171      | CC Questembert Communauté                   | 35,40            | 1 515 (2022)                      | 43                 | modifier les données · modifier les données |
| Rochefort-en-Terre                  | 56196      | CC Questembert Communauté                   | 1,22             | 636 (2022)                        | 521                | modifier les données · modifier les données |
| Saint-Gravé                         | 56218      | CC Questembert Communauté                   | 15,75            | 745 (2022)                        | 47                 | modifier les données · modifier les données |
| Sulniac                             | 56247      | CA Golfe du Morbihan - Vannes Agglomération | 27,92            | 3 847 (2022)                      | 138                | modifier les données · modifier les données |
| Trédion                             | 56254      | CA Golfe du Morbihan - Vannes Agglomération | 25,76            | 1 369 (2022)                      | 53                 | modifier les données · modifier les données |
| La Vraie-Croix                      | 56261      | CC Questembert Communauté                   | 16,63            | 1 484 (2022)                      | 89                 | modifier les données · modifier les données |
| Canton de Questembert               | 5616       |                                             | 445,80           | 36 155 (2022)                     | 81                 | modifier les données                        |

## Démographie

### Démographie avant 2015
| 1962   | 1968   | 1975   | 1982   | 1990   | 1999   | 2006   | 2011   | 2012   |
| ------ | ------ | ------ | ------ | ------ | ------ | ------ | ------ | ------ |
| 10 683 | 10 427 | 10 636 | 11 602 | 11 871 | 13 040 | 15 350 | 17 219 | 17 356 |

### Démographie depuis 2015
En 2022, le canton comptait 36 155 habitants, en évolution de +6,59 % par rapport à 2016 (Morbihan : +3,82 %, France hors Mayotte : +2,11 %).
| 2013   | 2018   | 2022   |
| ------ | ------ | ------ |
| 32 803 | 34 857 | 36 155 |